# أر دبليو إي
أر دبليو إي (بالإنجليزية RWE AG) حتى عام 1990 هي شركة ألمانية لخدمات الكهرباء مقرها في إيسن ، شمال الراين وستفاليا . تقوم شركة الطاقة من خلال فروعها المختلفة بتزويد الكهرباء والغاز لأكثر من 20 مليون عميل للكهرباء و 10 ملايين عميل للغاز، وخاصة في أوروبا. هي ثاني أكبر منتج للكهرباء في ألمانيا، وقد زاد إنتاج الطاقة المتجددة في السنوات الأخيرة.
كانت الشركة تمتلك سابقًا أمريكان ووتر، أكبر مرفق مياه مملوك للمستثمرين في الولايات المتحدة، لكن تم تجريده من هذا في عام 2008. التي تملكها أيضا أر دبليو إي ديا (الآن أر دبليو إي أيه جي)، والتي أنتجت بعض النفط والغاز المباع (الإنتاج السنوي حوالي 2000000 م 3 من النفط الخام (حوالي 365,000 برميل) و 3 مليارات م 3 من الغاز الطبيعي (حوالي 18 مليون برميل، 49300 برميل) في اليوم.
أكدت في كانون الأول / ديسمبر 2015 أنه تم فصل الطاقة المتجددة في توليد الكهرباء وعمليات البيع بالتجزئة في شركة منفصلة، إنوجي أس إي خلال عام 2016 ، بيع 10% عقد في الأعمال التجارية من خلال الطرح العام الأولي. إعادة الهيكلة كان سببها محاولة للحد من تعرض المجموعة تكاليف التفكيك المطلوب بسبب سياسة الحكومة الألمانية إغلاق جميع محطات الطاقة النووية بحلول عام 2022.

## عمليات

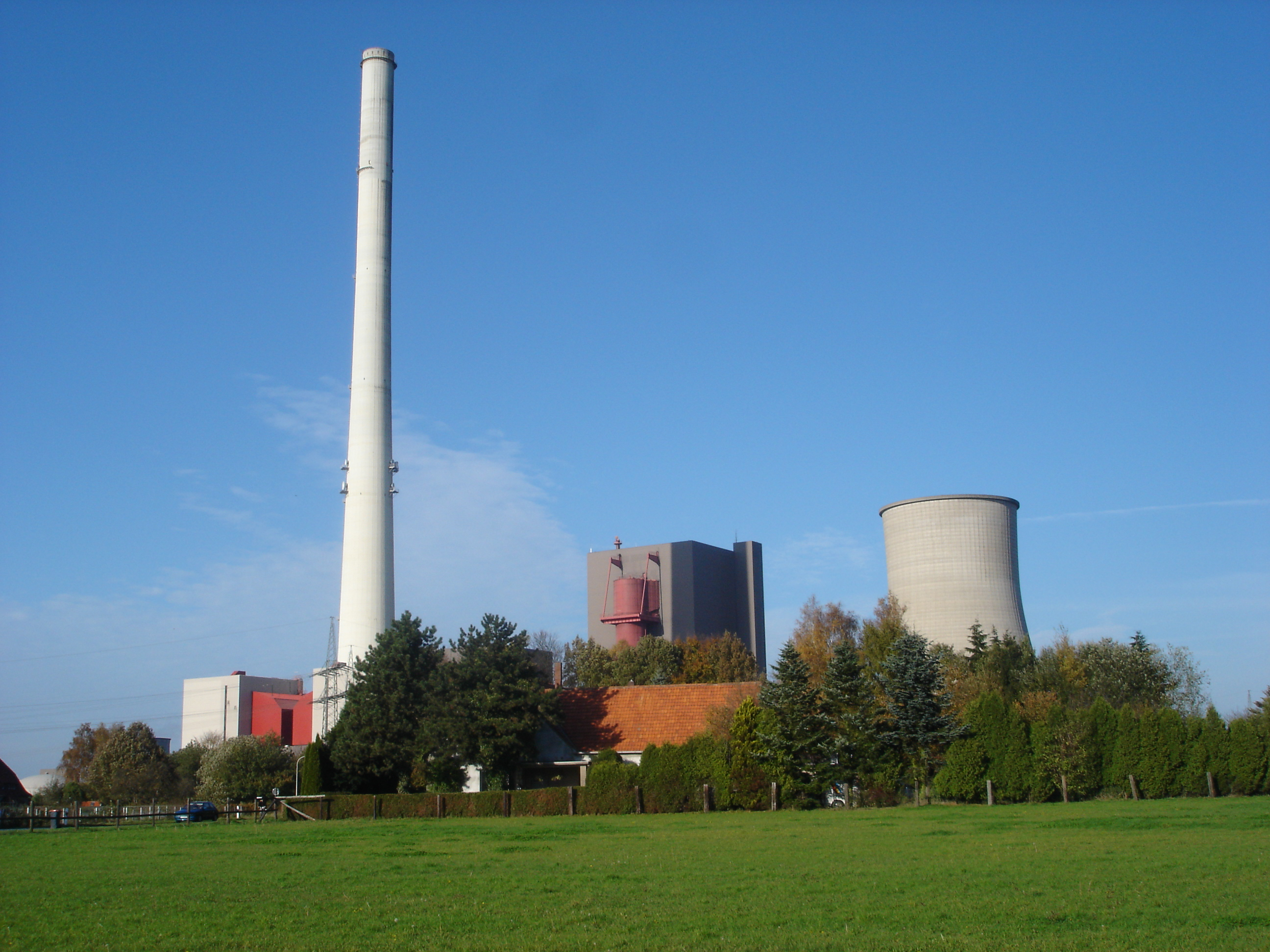
RWE powerplant في مدينة إبنبورن

## البيانات المالية
| عام        | 2013   | 2014   | 2015   | 2016   | 2017   |
| ---------- | ------ | ------ | ------ | ------ | ------ |
| إيرادات    | 54,070 | 48,468 | 48,599 | 45,833 | 44,585 |
| صافي الدخل | -2.443 | 1.693  | -1.240 | -5.484 | 2.315  |
| الأصول     | 81,119 | 86,316 | 79,334 | 76,402 | 69,059 |
| الموظفين   | 66341  | 61715  | 59350  | 59073  | 59333  |

## النقد والجدل

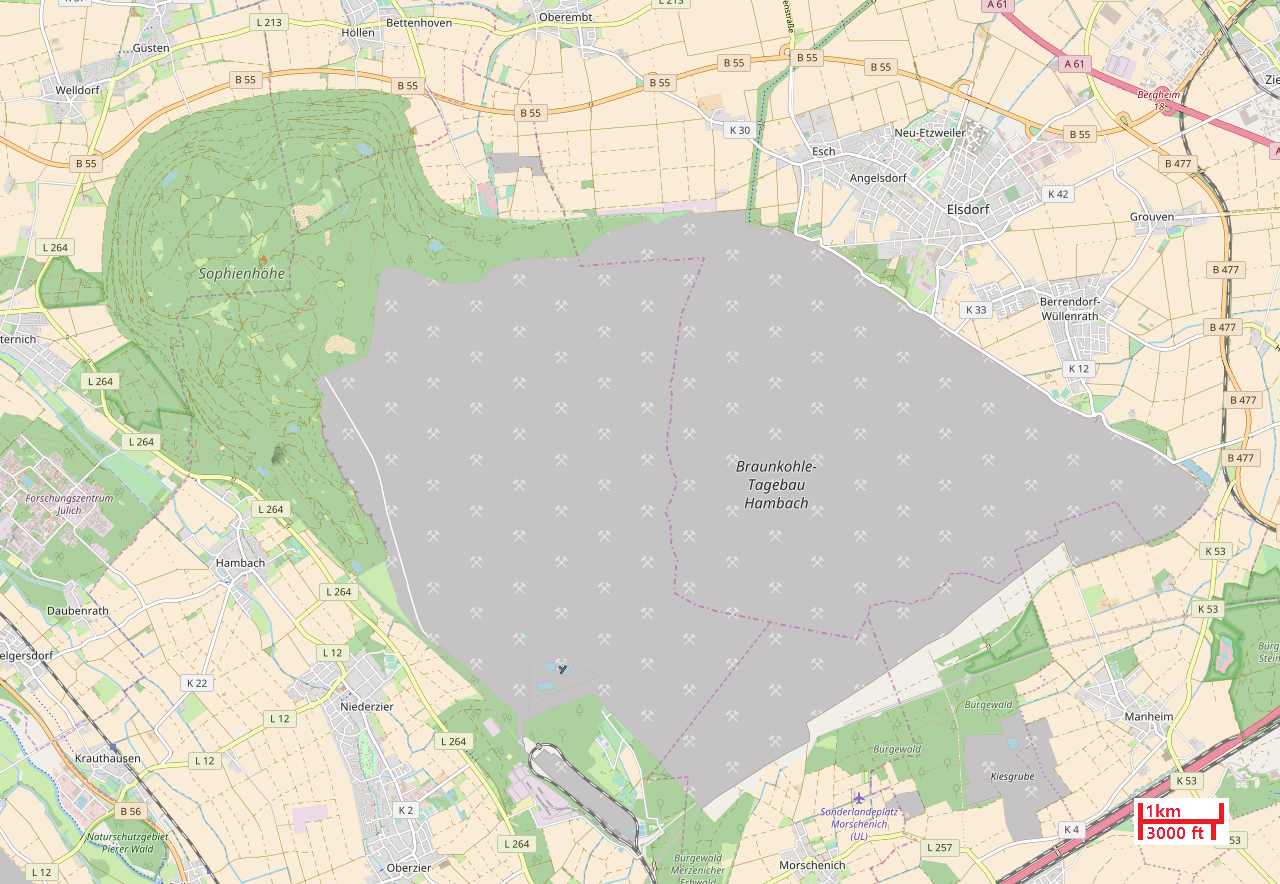
منجم سطح هامباخ (رمادي) ؛ ما تبقى من غابات هامباخ الواقعة جنوباً (شمال شرق مدينة مورشينيتش)

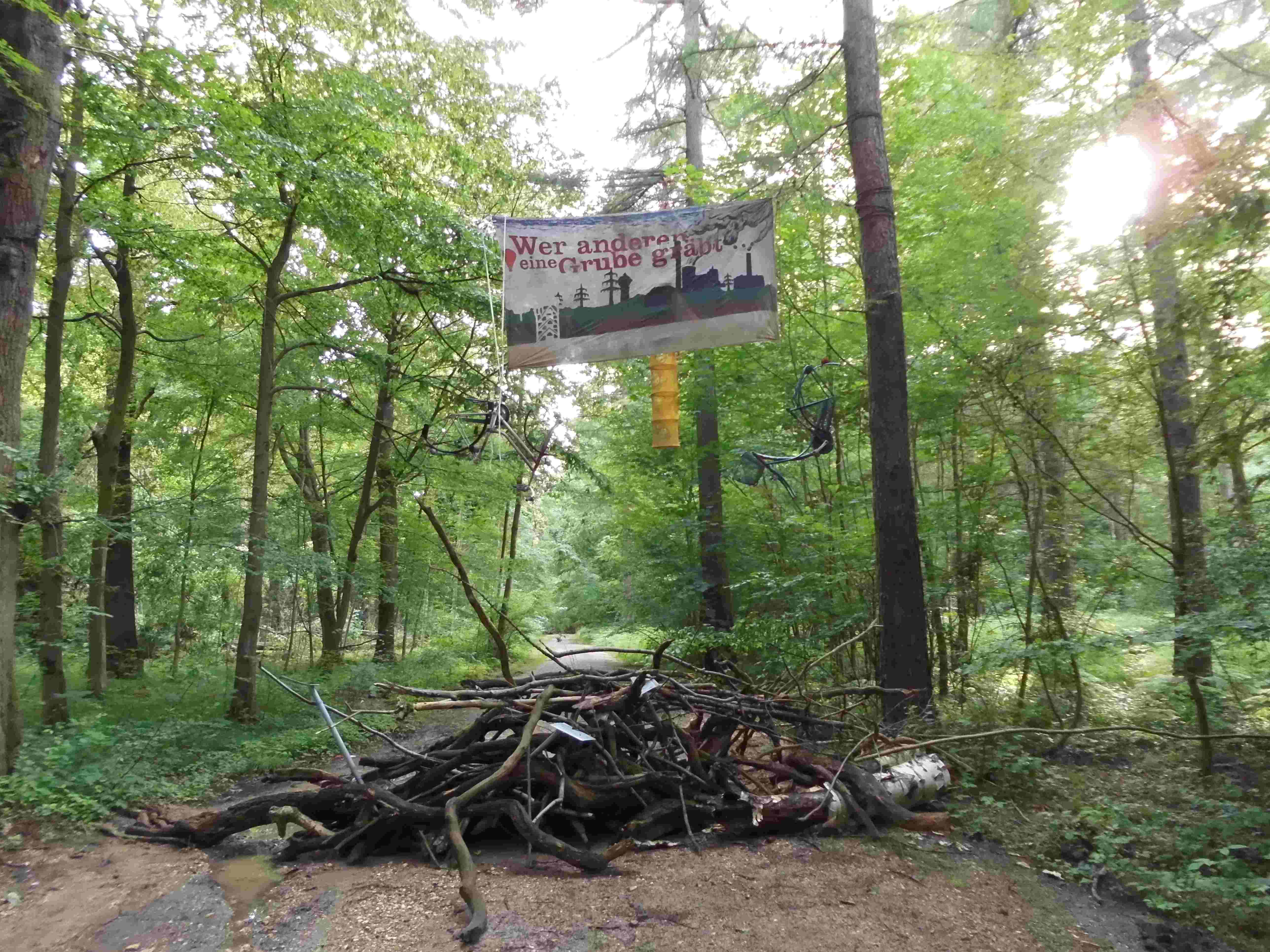
متراس

منذ عام 2012 ، احتج المدافعون عن البيئة ضد الشركة بسبب منجم هامباش السطحي الواقع في منطقة غابة هامباخر . في نوفمبر 2017 ، في الدعوى المرفوعة من قبل الاتحاد من أجل البيئة وحفظ الطبيعة في ألمانيا (BUND) ، الذراع الألماني لأصدقاء الأرض ، حكمت المحكمة الإدارية العليا في مونستر بإنهاء عملية قطع الأشجار. وفقًا لـ BUND ، تعد غابة هاماش نوعًا من الموائل 9160 في المرفق الأول من توجيه الموائل الأوروبية (توجيه المجلس 92/43 / EEC المؤرخ 21 مايو 1992). يجادل المعارضون أيضًا بأنه لم يتم إجراء دراسة تقييم الأثر البيئي للمنجم. أنكرت المحكمة الإدارية في كولونيا ضرورة إجراء مثل هذه الدراسة في نوفمبر 2017 لأن إذن عمليات التعدين مُنح في السبعينيات، قبل وقت طويل من أن تصبح دراسات تقييم الأثر البيئي إلزامية. في أكتوبر 2018 ، انقرض ما يقدر بنحو 50000 محتج ضد خطة الشركة المستمرة لإزالة الغابات من أجل توسيع منجم الفحم المفتوح في الوقت الذي قضى فيه أمر من المحكمة بتأخير العملية حتى أواخر عام 2020 على الأقل لاستكشاف ما إذا كانت تنتهك اللوائح البيئية للاتحاد الأوروبي.

## روابط خارجية
- الموقع الرسمي
- Documents and clippings about RWE